# Ballets Russes
Ballets Russes var et russisk balletkompagni, som grundlagdes i 1909 af Sergej Djagilev. Ved hans død i 1929 opløstes kompagniet, men dets indflydelse og fornyelse af balletkunsten præger dansen i dag.
Blandt kompagniets dansere og koreografer var George Balanchine, Matilda Ksjesinskaja, Michel Fokin, Tamara Karsavina, Serge Lifar, Alicia Markova, Léonide Massine, Vatslav Nizjinskij, Anna Pavlova, Ida Rubinstein og Lydia Lopokova.

## Ekstern henvisninger
- Wikimedia Commons har flere filer relateret til Ballets Russes